# RCA SuperElf
RCA SuperElf (SuperElf) је кућни рачунар фирме RCA који је почео да се производи у Сједињеним Америчким Државама током 1978. године.
Користио је RCA 1802 микропроцесорску јединицу а RAM меморија рачунара је имала капацитет од 256 бајтова. 

## Детаљни подаци
Детаљнији подаци о рачунару SuperElf су дати у табели испод.
|                       |                                                            |
| [ 1 ]                 |                                                            |
| Произвођач            |                                                            |
| Тип                   | кућни рачунар                                              |
| Меморија              | 256 бајтова                                                |
| Поријекло             | Сједињене Америчке Државе                                  |
| Година                | 1978                                                       |
| Тастатура             | 24 тастера са 8 функцијских тастера                        |
| Процесор              |                                                            |
| Фреквенција процесора | 1,79                                                       |
| RAM                   | 256 бајтова                                                |
| ROM                   | непознато                                                  |
| Текст                 | 2 до 6 цифара 7-сегментни показивач са свијетлећим диодама |
| Графика               |                                                            |
| Боја                  | црвена                                                     |
| Звук                  | звучник повезан са Q излазом                               |
| Димензије             | непознато                                                  |
| Портови               |                                                            |
| Оперативни систем     |                                                            |